# Portret van gravin Louise Mercy d'Argenteau
Portret van gravin Louise Mercy d'Argenteau (Russisch: Портрет пианистки графини Луизы Мерси д'Аржанто) is een portret door de Russische kunstschilder Ilja Repin, geschilderd in 1890. Het bevindt zich in de collectie van de Tretjakovgalerij in Moskou.

## Louise Mercy d'Argenteau
Marie-Clotilde-Elisabeth Louise de Riquet, prinses van Caraman-Chimay (1837-1890), was een in België geboren pianiste die reeds op jonge leeftijd een bijzondere begaafdheid aan de dag legde.
In 1860 huwde ze in Parijs met Eugène Arnould Henri Charles François Marie, graaf van Mercy-Argenteau (1838-1888), waarna ze frequent verkeerde aan het hof van keizer Napoleon III. Na de val van het keizerrijk in 1870 keerde ze terug maar het landgoed van haar ouders in kasteel Argenteau, nabij Luik.
Ze was een fervent aanhangster van Russische klassieke muziek en organiseerde vooral in België en in Amsterdam concerten met muziek van de Groep van Vijf (Rimski-Korsakov, Balakirev, Borodin, Moessorgski en César Cui. Nadat zij Russisch had geleerd vertaalde zij een aantal opera's en romantische liederen naar het Frans. Ook schreef ze een reeks lovende kritieken over het muziekleven in Rusland en een boek over het leven van Cui, met wie ze in de jaren 1880 een relatie had. In de laatste jaren van haar leven verbleef ze vaak in Rusland. In november 1890 overleed ze in Sint-Petersburg aan de gevolgen van kanker.

## Afbeelding
Repin behoorde tot de vriendenkring van Cui en leerde via deze eind jaren 1880 Louise Mercy d'Argenteau goed kennen. Aan het einde van haar leven, in oktober 1890, toen ze al ernstig ziek was, maakte hij het hier besproken portret van haar, op verzoek van Cui. Op treffende wijze wist Repin haar zachtaardige karakter op het witte doek over te brengen, waarbij zijn bijzondere genegenheid voor de doodzieke Belgische vrouw, ver van huis maar niet klagend, bijna voelbaar werd. Hij beeldde haar uitermate realistisch af, met zijn kenmerkende losse toets, precies zoals ze er op dat moment uitzag, liggend op een sofa, in een witte robe à la française, bijna niet meer in staat zich nog op te richten.

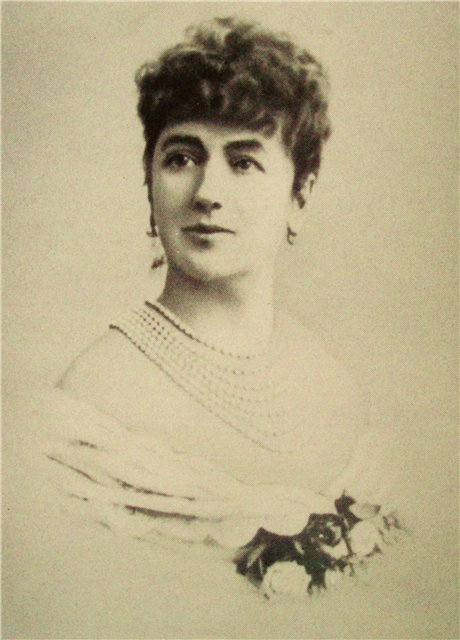
Louise Mercy d'Argenteau, foto jaren 1870

Kort na haar overlijden verscheen in het tijdschrift Artist een uitgebreid in memoriam van Mercy d'Argenteau, waarin over het door Repin geschilderde portret staat te lezen:

"Dit werk is verbazingwekkend geslaagd, als portret zowel ook als schilderij. De gelijkenis is frappant: de blik lijkt levend en haar ietwat lijdzame glimlach ontroert zelfs degenen die haar nooit hebben gekend"
— tijdschrift Artist, 1890